# Марселу Саліола
Марселу Саліола (порт. Marcelo Saliola; нар. 31 грудня 1973) — колишній бразильський тенісист.
Найвищу одиночну позицію світового рейтингу — 237 місце досяг 16 вересня 1991, парну — 121 місце — 26 вересня 1994 року.

## Титули на челленджерах

### Парний розряд: (5)
| Ранг | Рік  | Турнір                        | Покриття | Партнер      | Суперники у фіналі              | Рахунок у фіналі |
| ---- | ---- | ----------------------------- | -------- | ------------ | ------------------------------- | ---------------- |
| 1.   | 1993 | Котія (Сан-Паулу), Бразилія   | Тверде   | Отавіу Делла | Даніло Марселіно Франсіско Ройг | 6–2, 6–7, 6–3    |
| 2.   | 1993 | Сан-Луїс (Бразилія), Бразилія | Тверде   | Отавіу Делла | Луїс Маттар Жайме Онсінс        | 6–7, 6–3, 7–6    |
| 3.   | 1994 | Сан-Паулу, Бразилія           | Ґрунт    | Отавіу Делла | Нелсон Аертс Даніло Марселіно   | 6–4, 6–2         |
| 4.   | 1994 | Форталеза, Бразилія           | Тверде   | Отавіу Делла | Білл Барбер Іван Бейрон         | W/O              |
| 5.   | 1994 | Натал, Бразилія               | Ґрунт    | Отавіу Делла | Гастон Етліс Рікардо Мена       | 6–4, 6–3         |